# Aria-Air-Flug 1525
Der Aria-Air-Flug 1525 (Flugnummer: IRX1525, Funkrufzeichen: ARIA 1525) war ein Inlandslinienflug der Aria Air von Teheran nach Maschhad. Am 24. Juli 2009 ereignete sich auf diesem Flug ein schwerer Flugunfall, als eine Iljuschin Il-62M der Fluggesellschaft bei der Landung auf dem Flughafen Maschhad von der Landebahn abkam und gegen einen Erdwall prallte. Bei dem Unfall kamen von den 173 Personen an Bord der Maschine 16 Menschen ums Leben.

## Maschine
Das Flugzeug war eine 1989 gebaute Iljuschin Il-62M mit der Werknummer 1951525. Das Roll-Out der Iljuschin erfolgte am 9. Juni 1989. Die Maschine wurde am 25. Juni 1989 mit dem Luftfahrzeugkennzeichen DDR-SEY an die Interflug ausgeliefert. Im Zuge der Deutschen Wiedervereinigung erhielt die Maschine zum 3. Oktober 1990 das neue bundesdeutsche Kennzeichen D-AOAM. Die Maschine wurde im August 1991 an die Aeroflot verkauft, bei der sie das Kennzeichen CCCP-86578 erhielt. Im Januar 1993 war die Maschine an Abakan-Avia verleast. Zum 28. März 1993 wurde die Maschine an die Uzbekistan Airways verkauft, die sie mit dem Kennzeichen UK-86578 zuließ. Im Juni 1993 war die Maschine an die Air Gambia verleast. Im März 2007 übernahm die kirgisische Air Central Asia die Maschine und ließ sie mit dem Luftfahrzeugkennzeichen EX-602 zu. Schließlich übernahm die DETA Air die Maschine und registrierte sie mit dem letzten Kennzeichen UP-I6208.  Das vierstrahlige Langstrecken-Schmalrumpfflugzeug wurde von vier Turbinenluftstrahltriebwerken vom Typ Kusnezow NK-8-4 angetrieben. Da die Maschine über weite Teile ihrer Dienstzeit eingelagert gewesen war, hatte sie bis zum Zeitpunkt des Unfalls erst eine kumulierte Betriebsleistung von 13.573 Betriebsstunden absolviert, auf die 3.987 Starts und Landungen (=Flugzyklen) entfielen.

## Passagiere und Besatzung
Den Flug von Teheran nach Maschhad hatten 156 Passagiere angetreten. Es befand sich eine 17-köpfige Besatzung an Bord. Alle drei Mitglieder der Flugbesatzung hatten Flugsimulatortrainings in Russland absolviert, waren jedoch relativ unerfahren, was Flüge innerhalb des Iran anging – sie hatten dort bis dahin erst sechs Flüge absolviert.
- Der 1957 geborene Flugkapitän verfügte über 14.200 Stunden Flugerfahrung, wovon 1.500 Stunden auf die Iljuschin Il-62 entfielen.
- Der 1962 geborene Erste Offizier konnte 8.294 Stunden Flugerfahrung vorweisen. Hiervon entfielen 1.319 Stunden auf den Flugzeugtyp Iljuschin Il-62.
- Der 1957 geborene Flugingenieur hatte bis zum Unfallzeitpunkt 8.747 Stunden Flugzeit absolviert. Hiervon entfielen 1.697 auf die Iljuschin Il-62.

## Unfallhergang

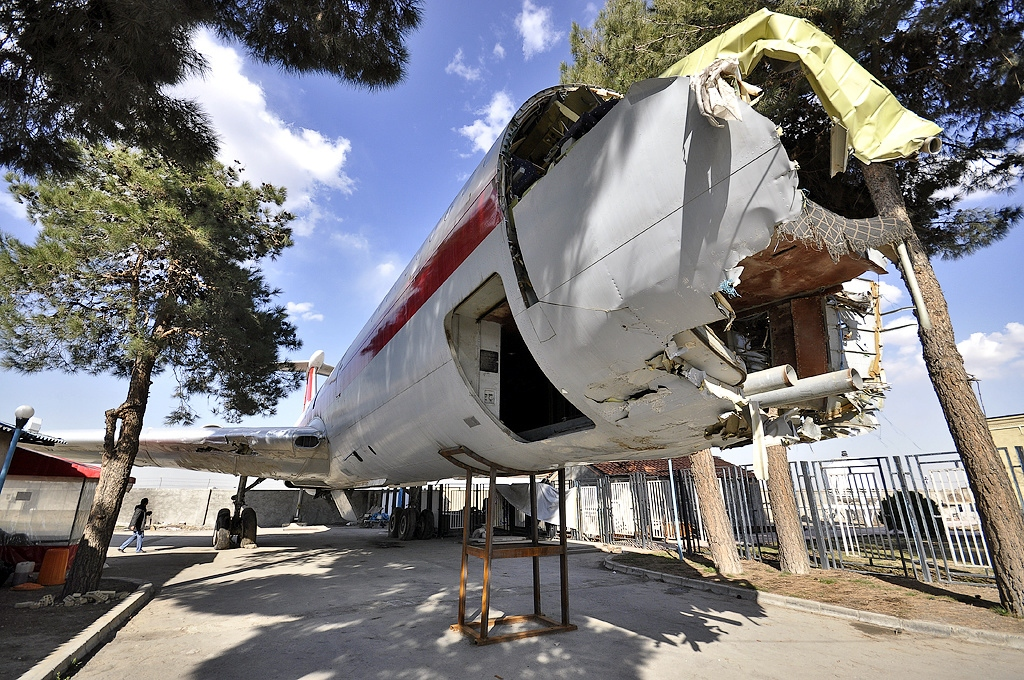
Das Wrack der Maschine am Flughafen Maschhad

Die Maschine befand sich 22 Kilometer vom Flughafen entfernt und in einer Flughöhe von 7.000 Fuß, als der Fluglotse in Maschhad die Besatzung anwies, die Geschwindigkeit zu verringern, um den Abstand zu einem vorausfliegenden Flugzeug einzuhalten. Der Flugkapitän entschied, eine Platzrunde zu fliegen. Nachdem die Piloten den Anflug fortsetzten, teilte der Navigator die Entfernung zur Landebahn mit. Fünf Kilometer vor der Landebahn begann der Navigator, die Checkliste vorzulesen, ohne zuvor vom Flugkapitän dazu aufgefordert worden zu sein. Der Flugkapitän reagierte nicht auf die vorgelesene Checkliste. Entlang des Gleitpfades nahm die Maschine eine Geschwindigkeit von 325 km/h an, was für das Landegewicht von 93 Tonnen um 50 km/h zu viel war. Die Sinkrate betrug 10 Meter pro Sekunde. Die Maschine überflog die Landebahnschwelle in 31 Metern Höhe und mit einer Geschwindigkeit von 310 km/h. In einer Höhe von 22 Metern aktivierte der Flugingenieur die Schubumkehr, ohne vom Kapitän hierzu angewiesen worden zu sein. Er deaktivierte den Umkehrschub kurz vor dem Aufsetzen wieder. Die Maschine setzte 1.000 Meter hinter der Landebahnschwelle und mit einer Geschwindigkeit von 275 km/h auf Landebahn 21L auf. Die Entfernung zum Landebahnende betrug zu diesem Zeitpunkt 2.800 Meter. Der Erste Offizier wies daraufhin den Flugingenieur an, den Umkehrschub zu aktivieren, ohne hierbei auf die Position der Schubumkehrhebel zu achten. Auch der Flugingenieur beachtete nicht die Position der Hebel und gab maximalen Schub auf die Schubumkehr der Triebwerke eins und vier (links außen und rechts außen), während er die Triebwerke zwei und drei (links innen und rechts innen) abstellte. Die Piloten merkten gleich darauf, dass sich die Maschine nicht wie erwartet verlangsamte und leiteten eine Notbremsung ein, die allerdings ineffektiv war. Die Maschine überrollte mit einer Geschwindigkeit von 200 km/h das Landebahnende und kam nach rechts ab, nachdem der rechte Bugfahrwerksreifen geplatzt war. Die Maschine kollidierte mit der auf Betonsockeln montierten Anflugbefeuerung und durchbrach die Flughafenumzäunung. Das Bugfahrwerk brach und die Maschine schlitterte mit einer Geschwindigkeit von 185 km/h über einen Graben. Als das linke Hauptfahrwerk in den Graben rutschte, wurde die Maschine nach links geschwungen und prallte gegen eine Mauer. Die Bugsektion kollidierte mit einer Geschwindigkeit von 120 km/h mit dem Betonfundament der 2,5 Meter hohen Mauer, wodurch die Cockpitsektion und das vordere Kabinenabteil bis zur sechsten Sitzreihe zerstört wurden. Die Besatzung im vorderen Teil der Maschine sowie einige Passagiere, die in der ersten Klasse Platz genommen hatten, wurden getötet. Es gab insgesamt 16 Tote. Die Maschine schlitterte 160 Meter weiter über den Boden und kollidierte mit einem Strommast, ehe sie zum Stehen kam. Es kam nicht zu einem Brand.

## Ursache
Die Unfalluntersuchung ergab, dass die kasachische Besatzung nicht mit den Flugbedingungen im Iran vertraut war und keine entsprechende Einweisung erhalten hatte. Die Anfluggeschwindigkeit sei zu hoch gewesen, jedoch wäre die Maschine kontrollierbar gewesen, wenn die Piloten entsprechend der vorliegenden Checklisten die vorgeschriebenen Landeverfahren befolgt hätten. Die Piloten hätten zudem nicht auf Warnungen des Enhanced Ground Proximity Warning System reagiert und hätten somit nicht korrigierend eingegriffen. Auch habe die Besatzung die Schubumkehr und Landeklappen für eine Drosselung der Geschwindigkeit nach der Landung nicht korrekt eingesetzt. Die Besatzung habe zudem schlecht Englisch gesprochen, was zu Verständigungsproblemen geführt hatte. Der Flugkapitän habe als verantwortlicher Pilot seine Rolle unzureichend ausgeübt. Das Crew Resource Management sei demnach unzureichend gewesen, die Piloten hätten sich hinsichtlich der Aufgabenverteilung im Cockpit während des Anfluges und der Landung schlecht koordiniert. Die Unfallermittler beanstandeten die ungenehmigten Handlungen des Flugingenieurs, als dieser die Schubumkehr aktivierte. Die gegenseitige Beaufsichtigung der Besatzungsmitglieder hinsichtlich der ordnungsgemäßen Befolgung der Checklisten während des Anfluges und der Landung sei unzureichend gewesen. Im Cockpit habe zudem Uneinigkeit hinsichtlich der Durchführung eines Fehlanfluges geherrscht, als klar wurde, dass die Landebedingungen unzureichend waren. Die Anwesenheit des Vorstandsvorsitzenden der Aria Air, Mehdi Dadpei, im Cockpit der Maschine habe zudem die Besatzung unter Druck gesetzt.